# 徐重仁
徐重仁（1948年1月6日—），是一位臺灣企業主管。他曾擔任統一超商（臺灣7-Eleven）、流通次集團等多家公司的董事長，並於2012年6月離開。2014年接下全聯實業總裁一職，2017年7月退出全聯的經營決策體系，並於該年9月底正式退休。

## 生平
徐重仁出生於臺南市，家中開設書店。1968年，從省立臺南第一高級中學新化分部畢業後，他在大學聯考中分發到逢甲工商學院企業管理系工業管理組。對理工學科沒興趣，他升大一暑假時決定留學日本，並積極學習日語。就讀早稻田大學商學研究所期間，正值日本引進7-Eleven便利商店。徐重仁對此零售型態感興趣，因而專研流通經濟。

### 統一企業
1977年3月，徐重仁碩士畢業後，經友人介紹結識統一企業董事長高清愿。適巧高董事長赴美考察，見識當地便利商店發展的新興景況，認為這個事業可以試著在台灣發展便開始規劃連鎖事業的藍圖。
初期構想是設立販賣統一集團所有的商品的專賣店，但經深入研究，徐重仁發現統一產品僅有三百餘種，無法滿足顧客需求，於是朝著至少二千種產品的便利商店方向去發展。經過一年多的籌劃、醞釀，募集了一億九千萬元的資金。1980年4月1日，統一超商（股）公司正式成立。
做為台灣現代化零售業的拓荒者，一開始經營的非常辛苦；加上中美斷交初期，統一美國南方公司技術合作一度陷入膠著，而市機及市場定位的偏差則導致業務節節敗退。1982年，因虧損連連，統一超商併入統一企業，徐重仁被調入麵包部。1984年，徐重仁自願請調回被統一企業視為燙手山芋的「超商部」，並積極透過各種管道與公司上下取得共識，長達六、七年虧損的 7-ELEVEN 重新出發，一方面迅速關掉弱質分店，一方面推動以新潮又具震撼性的「7-ELEVEN」的名號來打響知名度，同時開店地點的選擇方向改為幹道邊、三角窗，在行銷手法上、廣告宣傳上、教育訓練及營運管理上，皆有重大變革，強調差異化經營。後來連續多年以逾50％的速度高成長。
1986年，成立第一百家店。1987年，7-ELEVEN 終於再度獨立。1999年獲選逢甲大學第一屆傑出校友獎，曾獲商業週刊評選為當代企業人物「尊爵獎」、統領雜誌評選榮膺最佳形象企業家排行前五名。
2012年6月21日，徐重仁卸任統一超商總經理，由7-ELEVEN營業群總經理陳瑞堂接手。他在《流通教父徐重仁青春筆記》一書中暗示卸任起因於母公司總經理羅智先的集團新政策。

### 全聯實業
2014年1月6日，全聯實業公司發布訊息，邀請徐重仁擔任總裁。
2017年6月29日，全聯實業公司發布訊息，徐重仁因個人生涯規劃，宣布自2017年7月1日起退出全聯經營決策，已經向全聯請辭，預計在2017年9月正式退休，執行長職缺由謝健南接任。

### 其他活動
2012年接任商業發展研究院董事長。
2013年4月24日至輔仁大學日本語文學系演講，主題為「日語人才的價值」。
曾獲聘為中華民國總統府國策顧問，亦為中原大學兼任講座教授、逢甲大學特約講座教授、國立高雄科技大學講座教授。

## 爭議
2014年，全聯董事長林敏雄用兒子的名義，入股徐重仁與其子徐安昇創辦的iCHEF資廚，金額150萬美元。友人透露當時林敏雄因徐重仁才投資iCHEF資廚，但林敏雄才進場，徐家父子卻在2015年底、2016年初就出售手中大部份持股，拿回7、8,000萬元獲利出場。林敏雄事後才知道，心裡很不是滋味。徐重仁於2017年4月閃辭iCHEF董事長，林敏雄也是透過報紙才得知。
2017年4月11日，徐重仁在新書發表會上受訪時談論青年低薪。他提及「現在年輕人太會花錢……如果現在沒有那麼多的錢，就應該少花一點」，並以自身經驗鼓勵「不要太計較薪水比別人低，好好工作有一天老闆會看到」。這番言論在網路上引起撻伐。
2017年4月13日，徐重仁透過全聯的臉書專頁澄清其言論，也承認自己失言並道歉，表示：「那些話語也的確是從自己那個世代的立場出發，有失周全。」
2021年6月8日，他因長期擔任好心肝基金會志工也被邀請施打COVID-19疫苗，徐重仁受訪表示，「我們本來就有預約啊，他通知我們去的，並不是偷偷去打，根本不是這樣，」他強調，大家已經那麼亂了，不要弄來弄去，這樣不太好。。
徐重仁長子徐安昇籌備統一流通集團子公司PLAZA並出任營運長3年後清算結束共計虧掉1億8300萬元資本額。

## 著作
| 年份          | 書名                                                                   | 出版社           |
| ------------- | ---------------------------------------------------------------------- | ---------------- |
| 2004年3月出版 | 《改變一生的相逢：徐重仁對工作與生活的觀想》                           | 聯經出版發行     |
| 2011年2月出版 | 《成長：11位名人偶像青春紀事》                                         | 大家健康雜誌發行 |
| 2012年9月出版 | 《流通教父徐重仁青春筆記：一生感動一生青春》                           | 天下雜誌發行     |
| 2013年9月出版 | 《夢想的修練：徐重仁、徐安昇父子的創業筆記》                           | 天下文化發行     |
| 2014年3月出版 | 《用心，就有用力的地方：徐重仁的22個人生發現》                         | 天下雜誌發行     |
| 2017年1月出版 | 《走一條利他的路：徐重仁的9堂共好見學課》                              | 寫樂文化發行     |
| 2017年3月出版 | 《真心看自己，有念則花開：徐重仁的經營哲學與人生追求》                 | 天下雜誌發行     |
| 2017年3月出版 | 《創新，從有感開始：徐重仁與9位經營者的對話》                          | 天下雜誌發行     |
| 2019年8月出版 | 《走舊路，到不了新地方：徐重仁的經營筆記：關於創事業、做生意和學態度》 | 天下雜誌發行     |

## 外部連結
- Hsu CJ的Facebook專頁
- YouTube上的重仁塾頻道
- 台湾人 in Japan【徐行】徐重仁影像系列